# IX Liceum Ogólnokształcące im. C.K. Norwida w Częstochowie
IX Liceum Ogólnokształcące im. C.K. Norwida w Częstochowie – szkoła ponadpodstawowa w Częstochowie, mieści się przy ul. Jasnogórskiej 8.

## Historia
Powstała w 1965 jako Technikum Chemiczne i Zasadnicza Szkoła Chemiczna. W 1972 utworzono Liceum Zawodowe o kierunku chemicznym oraz Technikum Chemiczne dla dorosłych oraz absolwentów szkół zawodowych. Rok później w miejsce Zasadniczej Szkoły Chemicznej powołano 4-letnie Liceum Chemiczne oraz IX Liceum Ogólnokształcące, któremu w 1975 r. nadano imię Pawła Findera. Od 1976 wszystkie szkoły połączono organizacyjne w jeden Zespół Szkół. W 1991 nadano mu imię Cypriana Kamila Norwida. W 2005 ostatni rocznik opuścił Technikum Chemiczne, wobec czego szkołę stanowi jedynie IX Liceum Ogólnokształcące.
W budynku szkoły w latach 1917–1939 mieściło się Prywatne Gimnazjum i Liceum Towarzystwa Żydowskich Szkół Średnich i Powszechnych. W czasie okupacji (wrzesień 1939 – styczeń 1945) pomieszczenia zajął Arbeitsamt (niem. niemiecki urząd pracy), a w latach 1945–1965 znajdowało się w nich Liceum Pedagogiczne. W 1970 dobudowano drugie skrzydło. 10 października 2015 roku odbyły się uroczystości 50-lecia szkoły, podczas których poseł do Parlamentu Europejskiego Jadwiga Wiśniewska odczytała jubileuszowy list od Prezydenta RP Andrzeja Dudy.
Do najważniejszych przedsięwzięć realizowanych w szkole należą: orkiestra dęta, chór szkolny (niegdyś zespół wokalny Concentus), SKKT "AZYMUT" oraz klasa sportowa z programem piłki siatkowej chłopców.

## Znani absolwenci
- Izabela Chamczyk
- Grzegorz Fijałek
- Piotr Gruszka
- Grzegorz Kokociński
- Jadwiga Wiśniewska
- Paweł Woicki
- Łukasz Żygadło
- Mateusz Bieniek
- Piotr Bogdalski
- Bartosz Bednorz
- Łukasz Szelecki
- Magdalena Korzekwa-Kaliszuk

## Klasy sportowe w szkole
Szkoła prowadzi klasy sportowe z programem piłki siatkowej i koszykówki chłopców. W szkole działa stowarzyszenie Seniorzy-Juniorom Siatkówka 2002. Wychowankami klas sportowych w są między innymi: Piotr Gruszka, Łukasz Żygadło, Bartosz Szcześniewski, Paweł Woicki, Grzegorz Kokociński.

## Dyrektorzy szkoły
- Jan Mroczek (1965–1971)
- Kazimierz Hawro (1971–1992)
- Ewa Juraszek (1992–1999)
- Ewa Godala (1999–2006)
- Krzysztof Wachowiak (od 2006)